# Bilacunaria
Bilacunaria, biljni rod iz porodice štitarki raširen po istočnom Mediteranu i Kavkazu. Opisan je  1983. Danas su u njoj 4 priznate vrste.
Posljednja vrsta Bilacunaria anatolica iz jugozapadne Turske opisana je i ilustrirana 2012.

## Vrste
1. Bilacunaria anatolica A.Duran
2. Bilacunaria caspica (DC.) Pimenov & V.N.Tikhom.
3. Bilacunaria microcarpa (M.Bieb.) Pimenov & V.N.Tikhom.
4. Bilacunaria scabra (Fenzl) Pimenov & V.N.Tikhom.

Ostale vrste nekada uključivane u nju:
- Bilacunaria aksekiensis A.Duran & B.Doğan, sinonim za Cachrys aksekiensis (A.Duran & B.Dogan) Hand
- Bilacunaria boissieri (Reut. & Hausskn. ex Boiss.) Pimenov & V.N.Tikhom. sinonim za Cachrys boissieri (Reut. & Hausskn. ex Boiss.) Hand